# 家と土台のたとえ

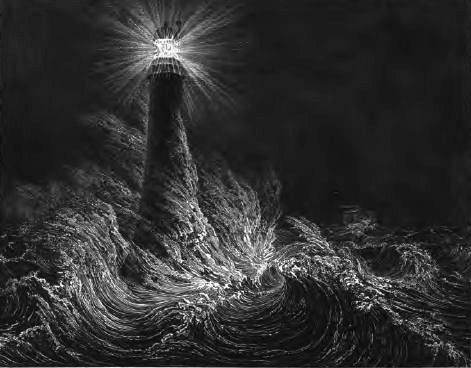
このたとえ話は、イエスの教えと模範に基づいて人生を築くことを、堅固な岩の上に建てられた洪水に耐える建物に例えています。

家と土台のたとえ（いえとどだいのたとえ）、または、賢い建築者と愚かな建築者のたとえ（かしこいけんちくしゃとおろかなけんちくしゃのたとえ）は、マタイによる福音書の山上の説教（7:24–27）とルカによる福音書の平地の説教（6:46–49 ）にあるイエスのたとえ話である。岩の上の家とも例えられる。
このたとえ話は、イエスの教えと模範に従うことで人生を築くことの大切さを説明している。

## 物語
マタイによる福音書では、山上の垂訓の終わりに次のようなたとえ話が登場する。
それで、わたしのこれらの言葉を聞いて行うものを、岩の上に自分の家を建てた賢い人に比べることができよう。

雨が降り、洪水が押し寄せ、風が吹いてその家に打ちつけても、倒れることはない。岩を土台としているからである。
また、わたしのこれらの言葉を聞いても行わない者を、砂の上に自分の家を建てた愚かな人に比べることができよう。

雨が降り、洪水が押し寄せ、風が吹いてその家に打ちつけると、倒れてしまう。そしてその倒れ方はひどいのである」。—マタイによる福音書 7章24-27節
マタイによるイエスの教えの要約は、このたとえ話の直後に「人々はイエスの教えに驚いた」と記されている。

## 解釈
このたとえ話はイエスの教えを実践する必要性を強調し、「心が行動に表れる2種類の人々」について語っている。
マタイによる福音書のたとえ話は、ルカによる福音書のものよりも「より複雑な物語構造」を持ち、雨や風、洪水についても言及している。これらの力は通常、キリスト教の教義に基づいた人生によって抵抗できる人生の試練として倫理的に解釈されるが、終末論的に解釈することもできる。
通常の解釈は、ヨハネス・クリュソストモス（347年頃 - 407年）に遡（さかのぼ）る。彼はマタイによる福音書の説教24で次のように書いている。
ここでの「雨」や「洪水」や「風」によって、イエスは人々に降りかかる災難や苦悩を比喩的に表現しています。たとえば、偽りの告発、陰謀、死別、死、友人の喪失、見知らぬ人からの嫌がらせなど、人生で誰もが挙げることができるあらゆる災難です。イエスは「しかし、そのような魂はこれらのいずれにも屈することがない。その原因は、岩の上に築かれているからです」と言っており、ご自身の教えの堅固さを岩と呼んでいる。なぜなら、実際、イエスの戒めはどんな岩よりも強く、人間社会のあらゆる波の上に立つからです。これらのことを厳格に守る人は、人々が自分を悩ませているときだけでなく、自分に対して陰謀を企てている悪魔たちに対しても優位に立つであろう。そして、いわばそれがむなしい自慢ではないことの証人として、悪魔のあらゆる攻撃を受けても動かなかったヨブがいます。使徒たちも私たちの証人です。全世界の波が彼らに打ち寄せ、諸国も君主も、同胞も外国人も、悪霊も悪魔も、あらゆる機械が動き出した時も、彼らは岩よりも堅固に立ち、それをすべて追い払ったのです。
コルネリウス・ア・ラピデ(en)も同様の解釈をしており、次のように書いている。
「雨、風、川は、それがこの世、肉体、悪魔から来るものであろうと、あらゆる誘惑や逆境である。また、それらはキリストが審判の日に悪人に宣告する非難も意味する。これは聖書の中で嵐や暴風雨という言葉でよく表現される。例えばイザヤ書28章2節には、「見よ、主には力強くて強い者がいる。それは、雹の暴風雨、破壊の嵐、あふれ出る大水の洪水のように、手で地に打ち倒す。」とある。

## 賛美歌

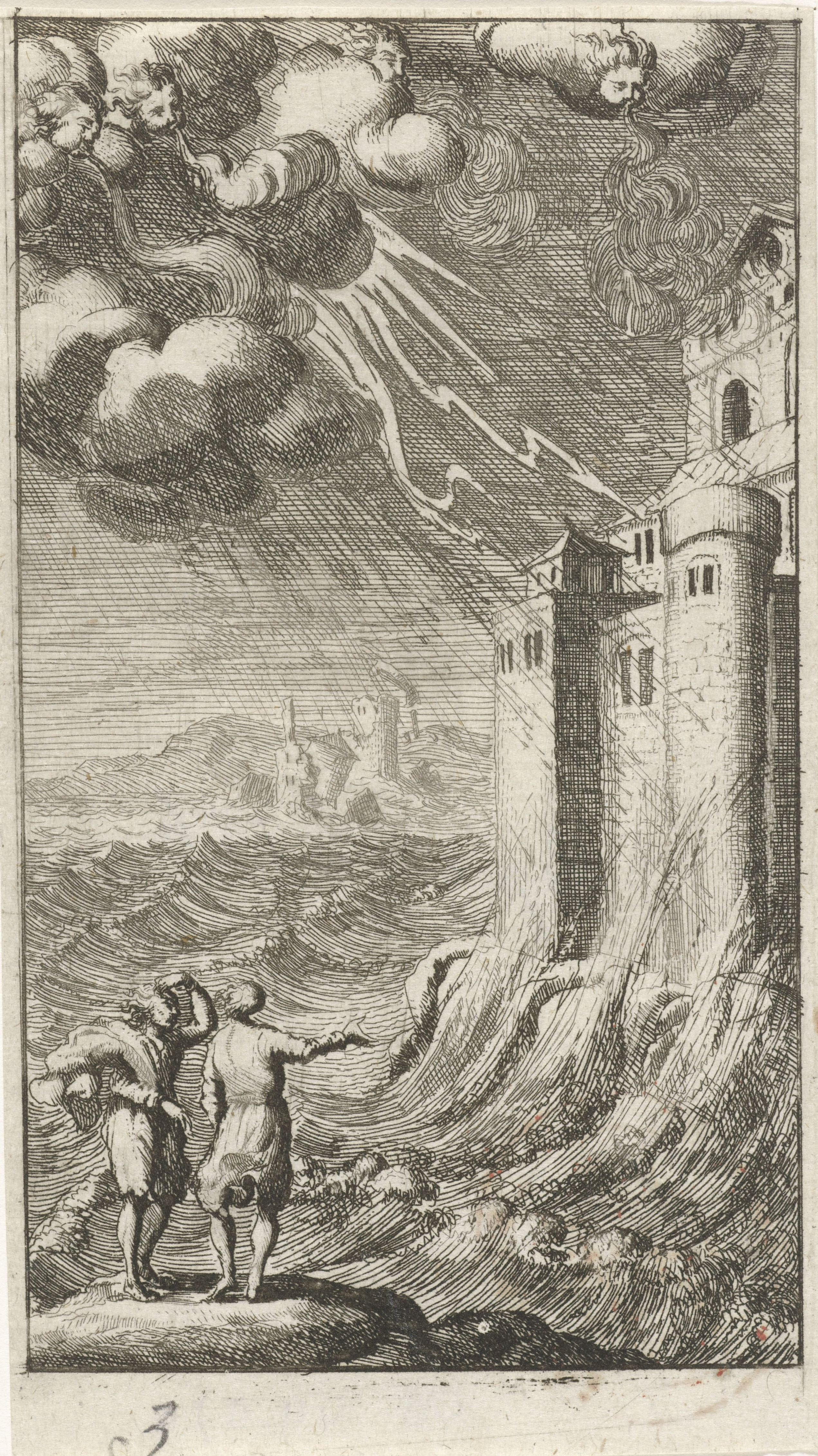
ヤン・ルイケン『岩の上の家』

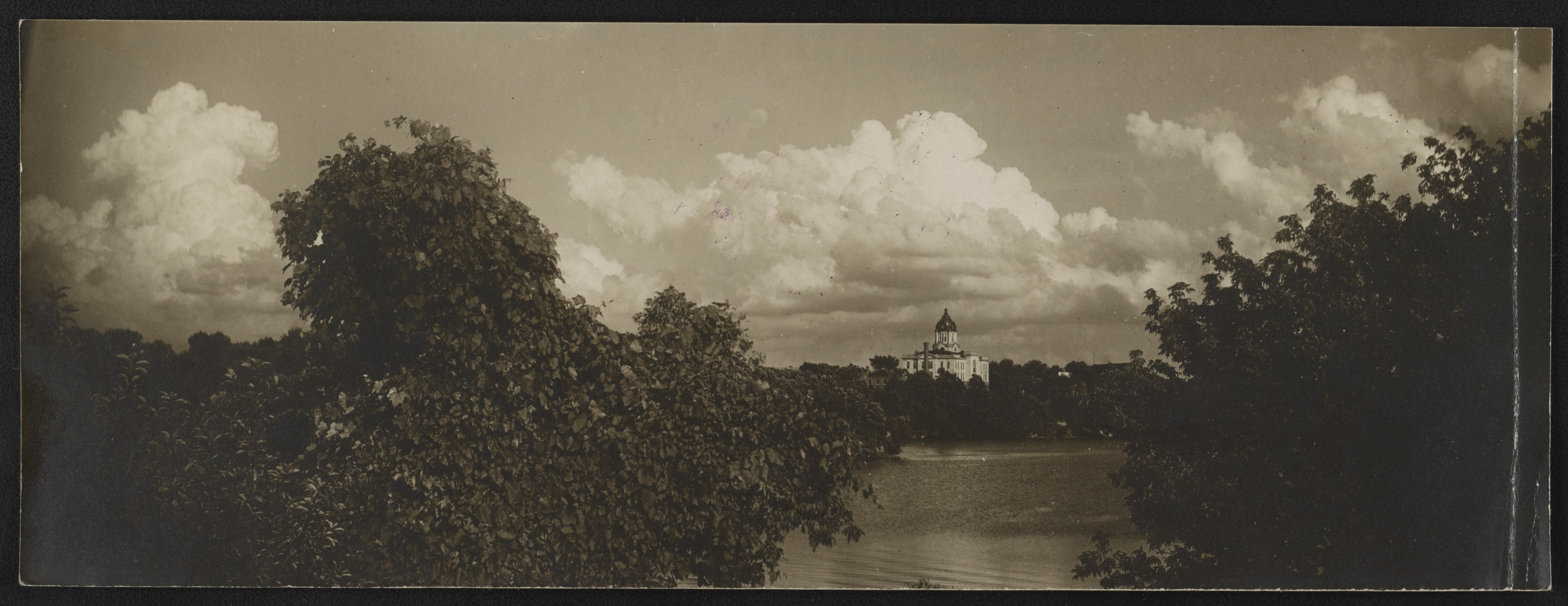
写真家アイザック・フロー『岩の上に建てられた家』1908年

このたとえ話は、多くの賛美歌のテーマになっている。例えば、「岩の上に築かれたもの」（NFS グルントヴィ、1837 年）や「私の希望は、それ以下の何物にも基づいていないものの上に築かれたもの」（エドワード モート、1834 年頃）などである。賛美歌の冒頭は次のようになっている。
私の希望は、イエスの血と正義の上に築かれています。

私はどんなに甘美な組織も信頼しませんが、

イエスの御名だけは完全に信頼しています。

私はキリストという堅固な岩の上に立っています。

他のすべての地面は沈む砂です。

他のすべての地面は沈む砂です。
この寓話に基づいて子供向けに書かれた賛美歌「賢者と愚者」（アン・オムリー、1948年）もある。